# Большой всплеск
«Большой всплеск» (англ. A Bigger Splash) — психологический триллер режиссёра Луки Гуаданьино по сценарию Алена Пейджа и Дэйва Кайганича, основанному на сюжете фильма «Бассейн» (1969).

## Сюжет
Рок-звезда Марианна Лэйн неожиданно теряет голос во время выступления. Вместе со своим молодым бойфрендом она отправляется на отдых на юг Италии. Незваные гости в лице бывшего возлюбленного Марианны Гарри и его юной сексуальной дочери нарушают уединённое спокойствие пары и вносит хаос в их умиротворённую жизнь. Под жарким солнцем Пантеллерии страсти накаляются до предела.

## В ролях
- Тильда Суинтон — Марианна Лэйн
- Маттиас Схунартс — Пол
- Рэйф Файнс — Гарри Хоукс
- Дакота Джонсон — Пенелопа
- Орор Клеман — Мирей

## Награды и номинации
| Таблица наград и номинаций             | Таблица наград и номинаций | Таблица наград и номинаций            | Таблица наград и номинаций | Таблица наград и номинаций | Таблица наград и номинаций |
| Премия                                 | Дата                       | Категория                             | Номинант                   | Результат                  | Примечания                 |
| -------------------------------------- | -------------------------- | ------------------------------------- | -------------------------- | -------------------------- | -------------------------- |
| AARP Annual Movies for Grownups Awards | 6 февраля 2016             | Лучшая актриса                        | Тильда Суинтон             | Номинация                  | [ 1 ]                      |
| Detroit Film Critics Society           | 19 декабря 2016            | Лучшая мужская роль второго плана     | Рэйф Файнс                 | Номинация                  | [ 2 ]                      |
| Evening Standard British Film Awards   | 8 декабря 2016             | Лучший актёр                          | Рэйф Файнс                 | Номинация                  | [ 3 ]                      |
| Evening Standard British Film Awards   | 8 декабря 2016             | Лучшая актриса                        | Тильда Суинтон             | Номинация                  | [ 3 ]                      |
| Florida Film Critics Circle            | 23 декабря 2016            | Лучший актёр второго плана            | Рэйф Файнс                 | 2-я премия                 | [ 4 ]                      |
| Independent Spirit Awards              | 25 февраля 2017            | Лучшая мужская роль второго плана     | Рэйф Файнс                 | Номинация                  | [ 5 ]                      |
| IndieWire Critics Poll                 | 19 декабря 2016            | Лучший актёр второго плана            | Рэйф Файнс                 | 6-е место                  | [ 6 ]                      |
| IndieWire Critics Poll                 | 19 декабря 2016            | Лучшая актриса второго плана          | Тильда Суинтон             | 5-е место                  | [ 6 ]                      |
| San Francisco Film Critics Circle      | 11 декабря 2016            | Лучший актёр второго плана            | Рэйф Файнс                 | Номинация                  | [ 7 ] [ 8 ]                |
| Toronto Film Critics Association       | 11 декабря 2016            | Лучший актёр второго плана            | Рэйф Файнс                 | 2-е место                  | [ 9 ]                      |
| Венецианский кинофестиваль             | 12 сентября 2015           | Золотой лев                           | Лука Гуаданьино            | Номинация                  | [ 10 ]                     |
| Венецианский кинофестиваль             | 12 сентября 2015           | Green Drop Award                      | Лука Гуаданьино            | Номинация                  | [ 10 ]                     |
| Венецианский кинофестиваль             | 12 сентября 2015           | Премия Soundtrack Stars               | Большой всплеск            | Победа                     | [ 10 ]                     |
| Венецианский кинофестиваль             | 12 сентября 2015           | Премия за лучший инновационный бюджет | Лука Гуаданьино            | Победа                     | [ 10 ]                     |